# Up Series
Up Series est une série de films documentaires produits par Granada Television qui suit la vie de quatorze enfants britanniques depuis 1964, alors qu'ils étaient âgés de sept ans. Ces enfants ont été sélectionnés pour représenter différents milieux socio-économiques du Royaume-Uni de l'époque, avec l'hypothèse explicite que la classe sociale prédétermine l'avenir de chaque enfant. Tous les sept ans, le réalisateur, Michael Apted, filme ceux qui ont choisi de participer.
Le documentaire couvre aujourd'hui 56 années, en 9 épisodes. Michael Apted aurait dit "J'espère tourner 84 Up lorsque j'aurai 99 ans" mais est mort en 2021.

## Liste des épisodes et diffusions
Le documentaire a été diffusé à la fois sur ITV et la BBC. Les derniers épisodes de la série n'ont pas été diffusés à la télévision française. Ils sont disponibles en import sur DVD, mais non sous-titrés.
| n° | Titre        | Réalisateur   | Diffusion originale   | Channel                  | Diffusion en France                   |
| -- | ------------ | ------------- | --------------------- | ------------------------ | ------------------------------------- |
| 1  | Seven Up!    | Paul Almond   | 5 mai 1964            | ITV (Granada Television) | ?                                     |
| 2  | 7 Plus Seven | Michael Apted | 15 décembre 1970      | ITV (Granada Television) | ?                                     |
| 3  | 21 Up        | Michael Apted | 9 mai 1977            | ITV (Granada Television) | ?                                     |
| 4  | 28 Up        | Michael Apted | 20, 21 novembre 1984  | ITV (Granada Television) | ?                                     |
| 5  | 35 Up        | Michael Apted | 22 mai 1991           | ITV (Granada Television) | 1991 : Antenne 2, La 25e heure        |
| 6  | 42 Up        | Michael Apted | 21, 22 juillet 1998   | BBC                      | 12 aout 1999 : France 2, La 25e heure |
| 7  | 49 Up        | Michael Apted | 15, 22 septembre 2005 | ITV                      | -                                     |
| 8  | 56 Up        | Michael Apted | 14, 21, 28 mai 2012   | ITV                      | -                                     |
| 9  | 63 Up        | Michael Apted | 4, 5, 6 juin 2019     | ITV                      | -                                     |

## Participants
- Andrew (Andrew Brackfield)
- Charles (Charles Furneaux)
- John (John Brisby)
- Suzy (Suzanne Lusk)
- Jackie (Jackie Bassett)
- Lynn (Lynn Johnson, décédée en mai 2013)
- Sue (Susan Davis)
- Tony (Tony Walker)
- Paul (Paul Kligerman)
- Symon (Symon Basterfield)
- Nick (Nicholas Hitchon, décédé le 23 juillet 2023)
- Peter (Peter Davies)
- Neil (Neil Hughes)
- Bruce (Bruce Balden)

## Distinctions

### Prix
- 1985 : BAFTA Awards[3]
- 1985 : International Documentary Association[3]
- 1985 : Royal Television Society[3]
- 1992 : BAFTA Awards[4]
- 1999 : BAFTA Awards[5]
- 1992 : FIPA d'argent pour 35 up[6].
- 1992 : Prix SCAM[7]
- 2012 : Peabody Award[8]
- 2019 : Satellite Awards, Best Motion Picture, Documentary[9]
- 2020 : Prix du jury, Broadcasting Press Guild Awards[9]

### Nominations
- 1986 : National Society of Film Critics Awards[3]
- 1987 : Film Independent Spirit Awards[3]
- 1998 : International Documentary Association[5]
- 1998 : Awards Circuit Community Awards[5]
- 1999 : Flaherty Documentary Award[5]
- 2000 : Las Vegas Film Critics Society Awards[5]
- 2000 : Online Film & Television Association[5]
- 2000 : Online Film Critics Society Awards[5]
- 2000 : Satellite Awards[5]
- 2001 : Chicago Film Critics Association Awards[5]
- 2005 : Satellite Awards[5]
- 2006 : BAFTA Awards[10]
- 2006 : Satellite Awards[10]
- 2006 : New York Film Critics Circle Awards[10]
- 2007 : Chlotrudis Award[10]
- 2008 : News & Documentary Emmy Awards[10]
- 2012 : 20/20 Awards[4]
- 2013 : Online Film Critics Society Awards[11]
- 2014 : News & Documentary Emmy Awards[11]
- 2014 : Chlotrudis Award[11]
- 2019 : Rose d'Or Light Entertainment Festival[9]
- 2020 : Bafta TV Craft[9]

### Autres
- 1985 : le critique de cinéma Roger Ebert, particulièrement reconnu en Amérique, classe cette série parmi ses 10 meilleurs films de tous les temps[12].
- 2005 : Channel 4 le classe en tête des « 50 plus grands documentaires » jamais réalisés[13].

## Séries sur le même sujet
- France
  - Que deviendront-ils ?, de Michel Fresnel (1984–1996)
  - Les Bonnes Conditions, de Julie Gavras (2003-2016)
- Canada
  - Talk 16 (1991) et Talk 19 (1993), écrit et réalisé par Janis Lundman et Adrienne Mitchell, Back Alley Film Productions.